# 哥倫比亞鸊鷉
哥倫比亞鸊鷉（學名：Podiceps andinus），是一種生活在哥倫比亞安地斯山脈東邊的鸊鷉。牠們於1945年時數量仍很豐富。牠們有時被分類為黑頸鸊鷉的亞種。
哥倫比亞鸊鷉的消失是因濕地減少、淤泥充塞、殺蟲劑污染、捕獵及被虹鱒獵食雛鳥。最主要原因是棲息地的失去，濕地的減少及淤泥充塞引起污染物的積聚。眼子菜因而破壞，令伊樂藻屬獨大。
至1968年，哥倫比亞鸊鷉的數量下降至300隻。於1970年代就只曾有兩次對牠們的觀察：一次於1972年，另一次則是在1977年。於1981年至1982年的研究確定了牠們已經滅絕。

## 外部連結
- BirdLife Species Factsheet（页面存档备份，存于）